# Kemény–Bánffy-kastély
Az aranyosgerendi Kemény–Bánffy-kastély a település református templomának a közelében és az Aranyos partján található. A romániai műemlékek jegyzékében a CJ-II-m-B-07697 sorszámon szerepel.

## Története
A falu első kastélya az igen festői hangulatú Aranyos folyó menti dombra épült a 16. században a Gerendi család számára. E vidék ősidőktől a Gerendi családhoz tartozhatott, miután Gerendi Miklósnak Gerendkeresztúrt és Örkét a IV. László 1289-ben. Az Erdélyi Fejedelemség  első éveiben még mindig a család birtokolta a Zápolya alatt az osztrákokkal tartó Gerendi Miklós püspök birtokát, hol Ferdinánd részére gyűlést tartott. 1589-ben Báthory Zsigmond Gerendi János törökpártisága miatt Gerendet és Egerbegyet Jósika Istvánnak és nejének Füzi Borbálának adományozta. 1647-ben I. Rákóczi György a gerendi birtokot és a kastélyt Kemény Jánosnak adományozta.
Az idők folyamán a Kun, Zichy, Bánffy család birtoka volt. A két világháború alatt a kastély súlyosan megrongálódott, különösen 1918 és 1919 között. 1949-ben államosították, majd a mezőgazdasági szövetkezet működött az épületben, a melléképületek nagy részét lerombolták. 1990-ben a Bánffy család visszakapta a kastélyt és az aranyosgerendi telkeket, 2003-ban Bánffy István báró teljes vagyonát a Bánffy Kastély Egyesületnek adományozta. A kastély melletti épületben árva gyermekeket helyeztek el, maga a kastély rossz állapotban van.

## Képek

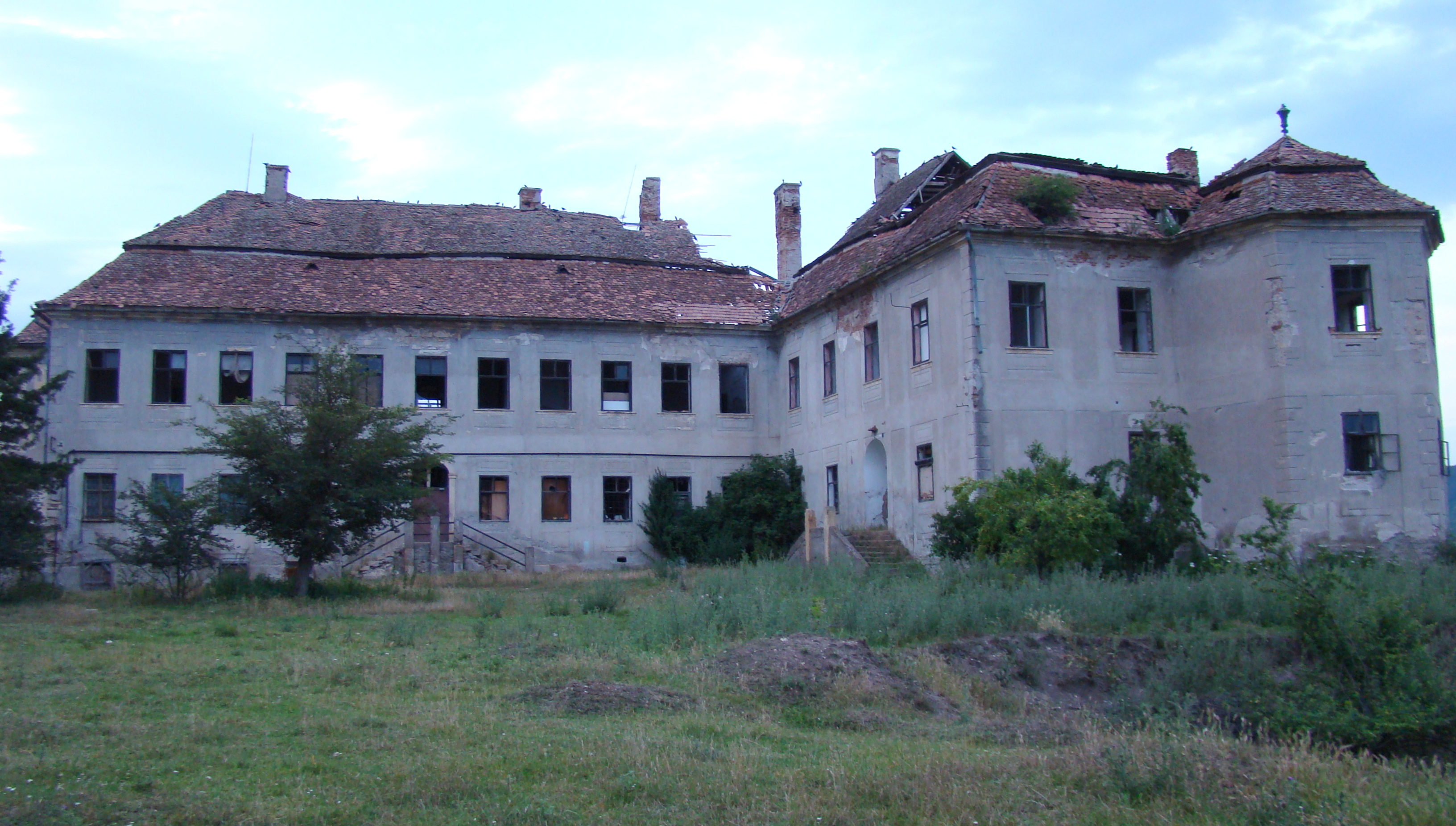
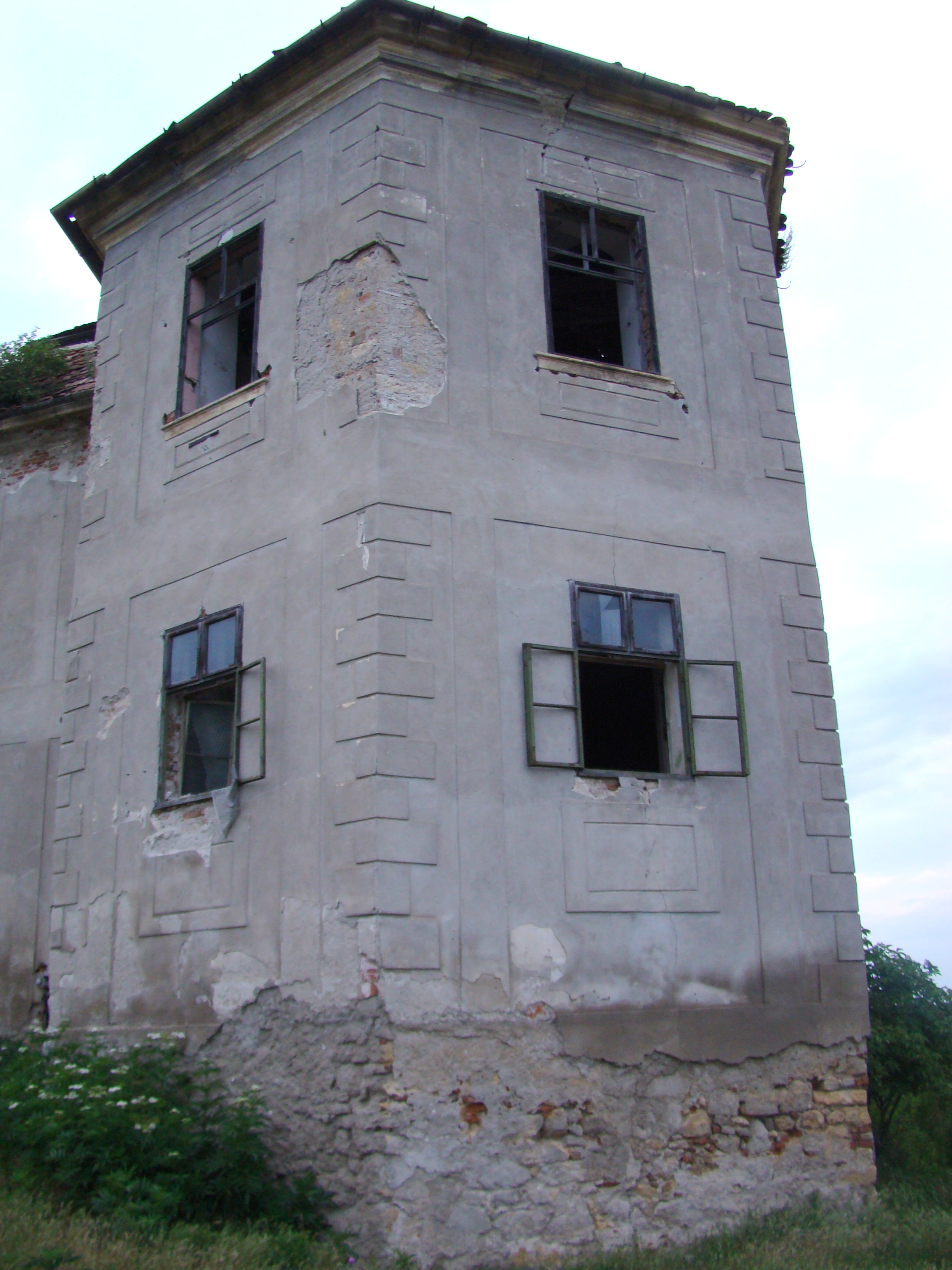
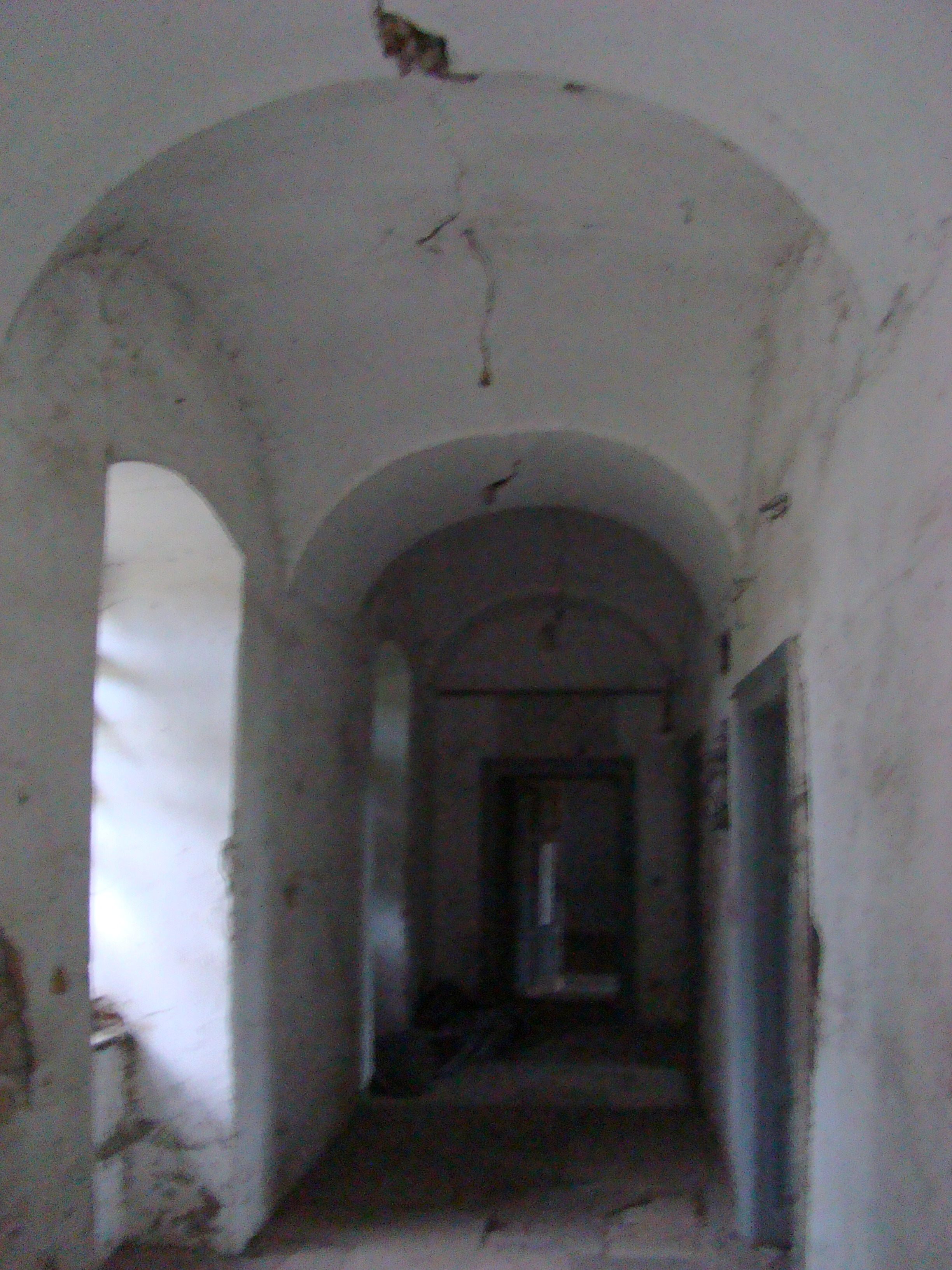